# Squadra bahreinita di Coppa Davis
La squadra bahreinita di Coppa Davis rappresenta il Bahrein nella Coppa Davis, ed è posta sotto l'egida della Bahrain Tennis Federation.
La squadra ha esordito nel 1989 e il suo miglior risultato è il raggiungimento del gruppo II della zona Asia/Oceania.

## Organico 2012
Aggiornato agli incontri del Gruppo IV della zona Asia/Oceania (16-21 aprile 2012). Fra parentesi il ranking del giocatore nel momento della disputa degli incontri.
- Hasan Abdul-Nabi (ATP #)
- Abdulla Mohamed Ahmed Mohamed (ATP #)
- Yusuf Ebrahim Ahmed Abdulla Qaed (ATP #)
- Abdullatif Mohamed (ATP #)